# 5101 Akhmerov
5101 Akhmerov este un asteroid din centura principală de asteroizi.

## Descriere
5101 Akhmerov este un asteroid din centura principală de asteroizi. A fost descoperit pe 22 octombrie 1985 la Observatorul de Astrofizică din Crimeea de Liudmila Juravliova. El prezintă o orbită caracterizată de o semiaxă mare de 3,01 ua, o excentricitate de 0,12 și o înclinație de 10,7° în raport cu ecliptica.